# Amelinha Teles
María Amelia de Almeida Teles (Contagem, 6 de octubre de 1944) más conocida como Amelinha Teles es una periodista y escritora brasileña que participó en la militancia del Partido Comunista de Brasil (PCdoB) contra la Dictadura Militar, fue detenida y torturada por el DOI-Codi (Destacamento de Operaciones de Información - Centro de Operaciones de Defensa Interior), y desde entonces ha sido una de las principales voces denunciantes de los abusos sufridos durante el régimen.
Amelinha desarrolla un trabajo histórico de militancia feminista. Es directora de la União de Mulheres de São Paulo, coordinadora del Projeto Promotoras Legais Populares, es miembro del Consejo Asesor del Centro Dandara y es autora de varios libros sobre el tema. También es miembro de la Comisión de Familiares de Muertos y Desaparecidos Políticos y es asesora de la Comisión de la Verdad del Estado de São Paulo “Rubens Paiva”.

## Trayectoria
Amelinha vivía en 1968 con su pareja y su hijo en una casa donde administraba una imprenta y ayudaba a editar el periódico del Partido Comunista Brasileño; debido la dictadura militar vivía en la clandestinidad.
Fue detenida el 28 de diciembre de 1972, llevada a la Operação Bandeirantes (Oban), donde fue sometida a sesiones de tortura, que según su testimonio fueron practicadas personalmente por el Mayor del Ejército Carlos Alberto Brilhante Ustra, entonces comandante del DOI-Codi en Sao paulo. Su esposo, César Augusto Teles, y su compañero de militancia, Carlos Nicolau Danielli, también fueron llevados a Oban. Amelinha fue testigo del asesinato de Danielli. Sus hijos, Edson y Janaína, de 4 y 5 años, también fueron secuestrados y llevados a Oban, donde vieron cómo torturaban a sus padres. Según la propia autobiografía de Ustra, la justificación de su detención fue su participación en la gestión de una imprenta clandestina del PCdoB.
Tenía 27 años cuando fue detenida y torturada. Desde entonces ha dedicado sus escritos y su trabajo a la libertad y la democracia. Ha relatado los horrores vividos durante la dictadura militar brasileña, ha denunciado a Ustra y ayuda a las familias de los desaparecidos a través de la Comisión de la Verdad y otros organismos. Su hermana Crimea participó en la Guerrilha do Araguaia, también estaba en su apartamento y la acompañó al DOI-Codi, en ese momento embarazada de 8 meses. El único contacto que tuvo Amelinha durante su año y medio de estancia en prisión fueron las cartas que recibió de su hermana Crimea, que fue liberada antes que ella y se convirtió en su fuente de información fuera de la prisión. Carlos Nicolau, por su parte, no tuvo la misma suerte: torturado junto a Amelia, fue asesinado delante de ella. También fue violada, y más tarde afirmó ante la Comisión Nacional de la Verdad que se trataba de una práctica sistemática.
En 2005, la familia Teles interpuso una acción declaratoria contra Carlos Alberto Brilhante Ustra, que en 2008 fue el primer miembro de la dictadura en ser declarado torturador. En marzo de 2013, María Amelia testificó ante la Comisión Nacional de la Verdad, una agencia del gobierno federal que operó entre 2011 y 2014 para investigar graves violaciones de derechos humanos ocurridas entre 1946 y 1988. En él, Amelinha aseguró haber sido víctima de diversas torturas, que involucraron descargas eléctricas y violencia sexual. En diciembre de 2014, el Tribunal Superior de Justicia de Brasil (STJ) responsabilizó a Ustra de las torturas sufridas por ella, su esposo, sus dos hijos (Edson Luiz y Janaína) y su hermana Crimea Alice Schmidt de Almeida dentro del DOI-Codi. Ustra fue reconocido como torturador en primera instancia en 2008, por el juez Gustavo Santini Teodoro, del 23º Juzgado Civil de São Paulo. La decisión fue confirmada por la Corte de Justicia de São Paulo en 2012. En estas decisiones judiciales no se mencionan ningún asesinato cometido por Amelia.

### Militancia por los derechos de la mujer
Licenciada en derecho, Amelinha tiene una destacada actuación en la defensa de la mujer brasileña. En 1984 fundó la União de Mulheres de São Paulo, y en 1987 y 1988 participó del Lobby do Batom, un hito de la historia y la civilización. Las feministas de todo el país presionaron a los parlamentarios para que incluyeran los avances en la Constitución que estaban redactando. El Lobby do Batom logró aprobar el 80% de las demandas de las mujeres para ampliar los derechos civiles, económicos y sociales. Por primera vez una constitución, en su artículo 5º, establece claramente que los hombres y las mujeres son iguales.
Fue también durante su período de militancia en el PCdoB cuando  Amelinha dice que se entendió a sí misma como feminista. Al entrar en contacto con obras como la de la activista y filósofa negra estadounidense Angela Davis, solidificó su posición, comprendiendo su lugar en el movimiento. Al mismo tiempo que la Asamblea General de la ONU declaraba 1975 como el Año Internacional de la Mujer, Amelinha comenzó a escribir para el periódico Jornal Brasil Mulher, uno de los primeros dirigidos a mujeres y hecho por mujeres.
Amelinha encabezó el lanzamiento, en 1994, del proyecto Promotores Legales Populares (PLP), que brinda formación jurídica a las mujeres y les enseña a valorar la ley, ampliarla y aprender el camino para acceder a la justicia. El curso prevé encuentros semanales, durante un año, se imparte en el Ayuntamiento, y se transmite por internet. Visitan cárceles de mujeres en São Paulo y Campinas y actualmente la capacitación se lleva a cabo en varias ciudades del país. Solo en el Estado de São Paulo, se capacitaron más de 5.000 mujeres de 25 municipios.
Es autora de numerosos artículos sobre el tema y también de los libros: Breve Historia del Feminismo en Brasil, Qué es la Violencia contra la Mujer – escrito en coautoría con Mônica de Melo – ¿Qué son los derechos humanos de las mujeres? todos de la Editorial  Ed. Brasiliense. Su militancia feminista se inició en la prisión, trabajando junto a mujeres militantes, ex presas políticas o no, que hablaban sobre feminismo, sexualidad e igualdad de derechos, temas que fueron y son parte de su trabajo político. En 2004 fue galardonada con el Premio Carlota Pereira de Queirós, otorgado por la Cámara de Diputados de Brasil con motivo de las celebraciones del Día Internacional de la Mujer.
En 2018, participó como finalista del Premio Viva, promovido por la revista Marie Claire y el Instituto Avon, en la categoría sociedad civil en el debate Orígenes de los Movimientos y Teorías Feministas, junto a Adriana Piscitelli, antropóloga y docente de la Unicamp, en São Paulo, con la mediación de Regiany Silva de Freitas, cofundadora de Nós Mulheres da Periferia, un colectivo periodístico independiente.

## Premios
- 2004: Premio Carlota Pereira de Queirós[2]

- 2018: Premios Dom Paulo y Alceri Mención de Honor Individual[8]

## Obras
Obras seleccionadas:
- Breve História do Feminismo no Brasil[15]
- O que é Violência contra a Mulher?[16]
- O que são direitos humanos das mulheres?[17]